# Pagny-le-Château
Pagny-le-Château [paɲi l(ə) ʃɑto] ist eine französische Gemeinde mit 485 Einwohnern (Stand 1. Januar 2022) im Département Côte-d’Or in der Region Bourgogne-Franche-Comté; sie gehört zum Arrondissement Beaune und zum Kanton Brazey-en-Plaine.

## Geschichte

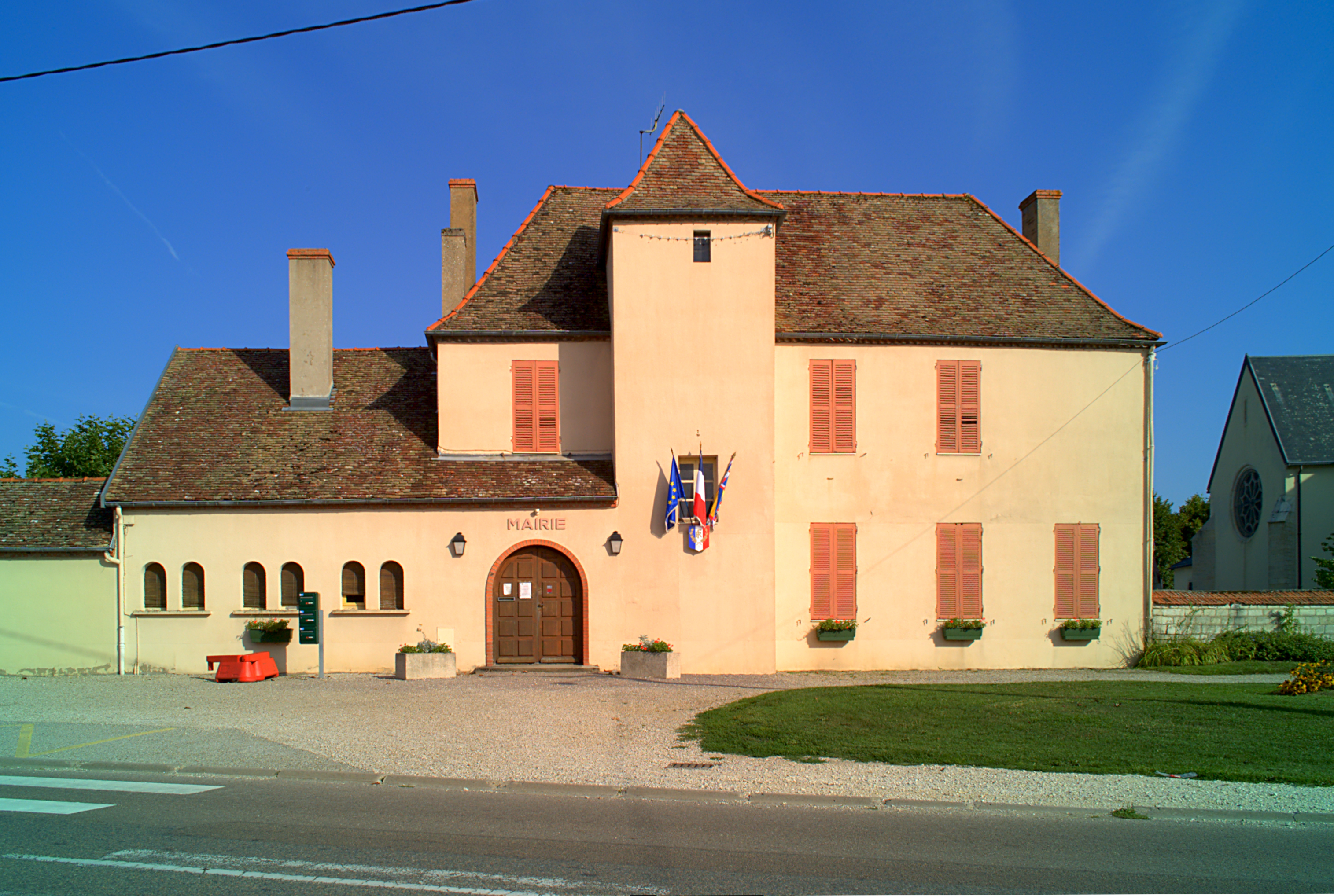
Mairie (Rathaus)

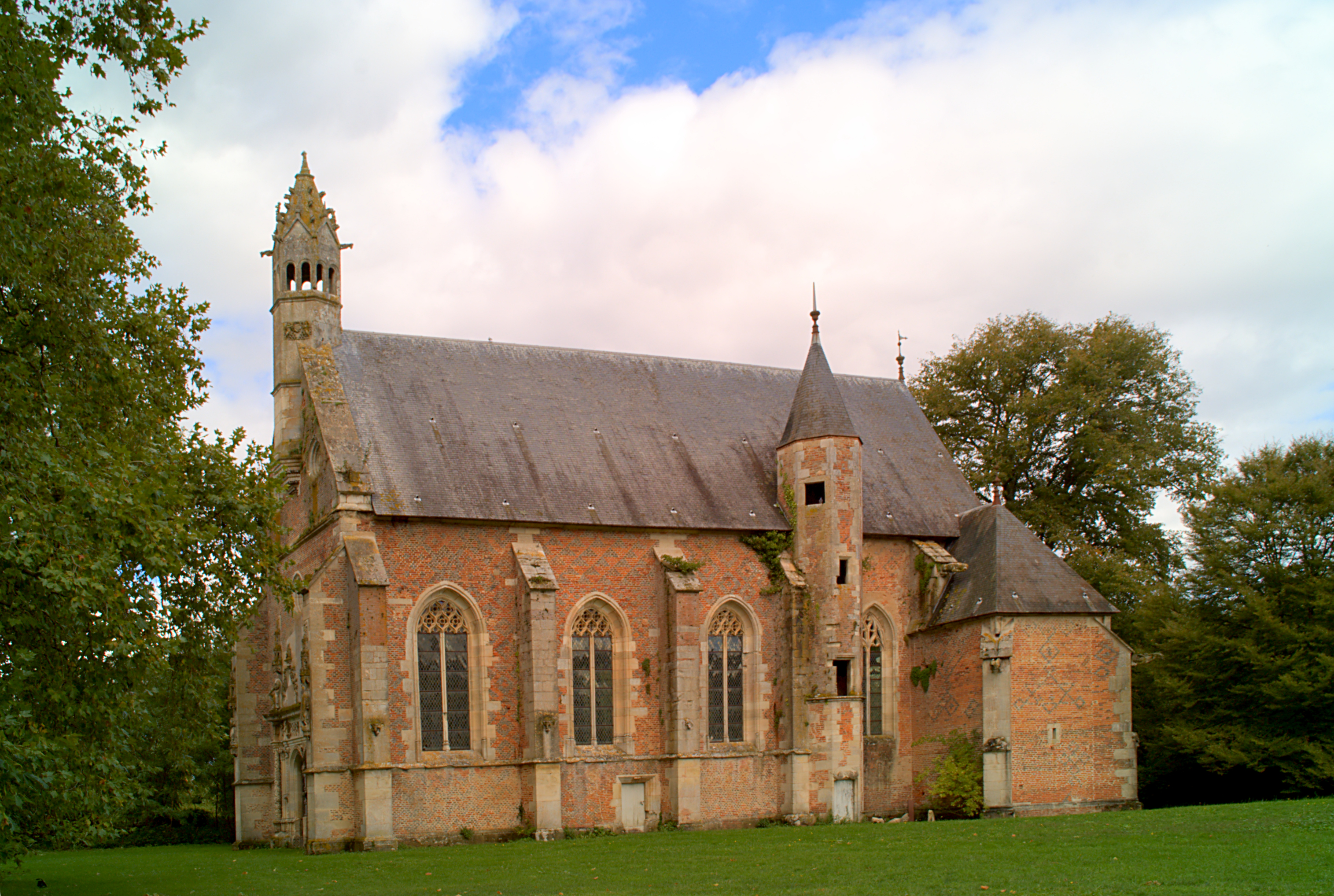
Schlosskapelle

Im Lauf der Zeit trug der Ort die Namen Pancium, Paygnay-le-Château und Pagny-la-Brûlée. Der heutige Name bezieht sich auf eine nicht mehr vorhandene Burg.

### Bevölkerungsentwicklung
| Jahr                       | 1962 | 1968 | 1975 | 1982 | 1990 | 1999 | 2016 |
| Einwohner                  | 422  | 428  | 335  | 343  | 477  | 491  | 511  |
| Quellen: Cassini und INSEE |      |      |      |      |      |      |      |

## Sehenswürdigkeiten
- Schlosskapelle: Die im 12. Jahrhundert gebaute Burg der Familie Vienne wurde nach ihrer Zerstörung um 1530 vom Admiral Chabot wieder aufgebaut. 1774 erneut zerstört, ist vom Hauptbau nichts mehr erhalten. Die zugehörige Kapelle (ab 1297 gebaut) wurde im 15./16. Jahrhundert für Gérard de Longvy (Haus Longwy) im Stil der Renaissance erneuert. Große Teile der damaligen Skulpturen und des Mobiliars befinden sich heute im Museum von Philadelphia (USA) und im Louvre, darunter die Grabmale von Jean und Jeanne de Vienne sowie Jean de Longvy.

## Verkehr

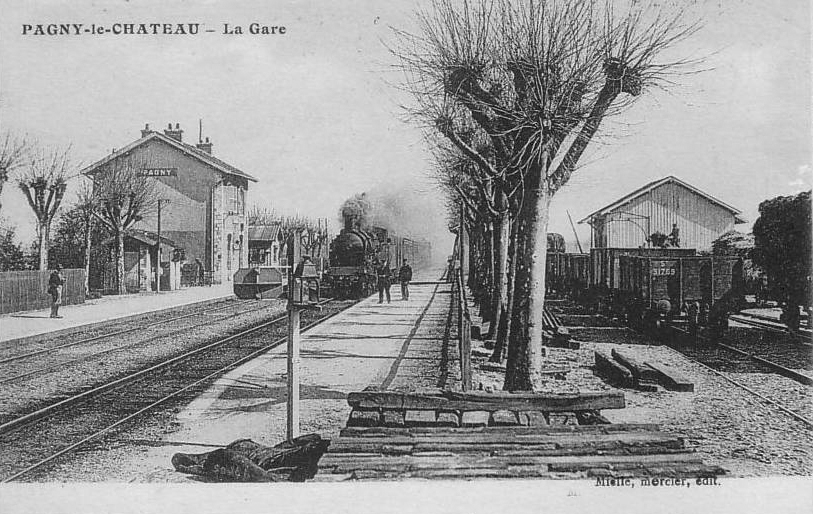
Bahnhof Pagny um 1900

Pagny-le-Château hat einen Bahnhof an der Bahnstrecke Dijon-Ville–Saint-Amour, die in diesem Abschnitt im Juni 1882 von der Compagnie des chemins de fer de Paris à Lyon et à la Méditerranée (PLM) eröffnet wurde. Dort halten heute Regionalzüge des TER Bourgogne-Franche-Comté.
Im Ort kreuzen sich die Departementsstraßen D 976 (von 1933 bis 1973: Nationalstraße N 476) und D 34A. Durch das Gemeindegebiet verläuft die Autobahn A 36; die nächste Anschlussstelle ist Seurre in etwa 3,4 Kilometern Entfernung von der Ortsmitte.

## Persönlichkeiten
- Jean de Vienne (1341–1396), Admiral von Frankreich, bewohnte lange Zeit die alte Burg von Pagny
- Henri de Lorraine, comte d’Harcourt (1601–1666), Aristokrat und Militärkommandeur aus dem Haus Guise